# エレキコミック
エレキコミックは、トゥインクル・コーポレーションに所属する日本のお笑いコンビ。1997年1月1日結成。

## メンバー
- やつい いちろう（本名:谷井 一郎（読み同じ）、1974年11月15日[5] - ）（50歳）ボケ・ネタ作り担当

三重県四日市市出身（東京都文京区生まれ）。
身長170cm、体重68kg。
通称・やっつん（又は、やついちろう）、豚。
喧嘩の最中だった二人組の横を通りすがった時、「こいつの顔みたいにしてやろうか」といきなり言われたことがある。
過去に出演していたコント番組『メンB』のコントで演じていたキャラ「マイティーやつい」のギャグである「明るいよっ!」が有名。
ロッキング・オンによるロック・フェスティバル（ROCK IN JAPAN FESTIVAL、COUNTDOWN JAPAN）にて、「DJやついいちろう」として人気を集めている。
2009年6月26日、『DJやついいちろう(1)』を発売し、DJとしてCDデビューした。
- 今立 進  （いまだち すすむ、1975年9月27日[5] - ）（49歳）ツッコミ担当

東京都世田谷区生まれ。
身長177cm、体重73kg。
通称・だっつん（相方の「やっつん」に対抗してこう呼ばれる）、だちくん、トシちゃん。
これといった特徴がない。ある番組でスタッフがピンマイクをつける際、マネージャーと間違えられた。
2016年10月23日、一般女性との結婚を発表。同年12月28日、片桐仁（元ラーメンズ）とのイベント『エレ片in両国国技館』で披露宴を行った。

## 概要
- 創価大学の落語研究会（以下・落研）で出会う（やついの方が1年先輩になる）[7]。出会った当時はお互い別々のコンビで活動しており、やついは『コロコロコミックス』[注 1][8]、今立は『ジ・アンチョビー』[9]や『ポゲムタ』[10]を組んで活動していた。今立は創価高校時代から『トリオ・ザ・連立政権』という政治風刺を取り入れたショートコントユニットを組んでおり[11]、大学にも名が轟くほどの人気者だった。やついは入学当初から落研の活動に尽力しており、大学1年生時で既に部長の仕事を任されるほどであった（大学3年の時に公式に部長となる）[12][13]。その結果、1995年に開催されたお笑いの大学日本一を決める「第2回全国大学対抗お笑い選手権大会」においては団体戦優勝を成し遂げた[14]ほか、翌1996年に行われた第3回の同大会においては団体戦から個人戦にルールが変更された[15]ものの、1位（優勝）・2位・3位を創価大学の落研に所属するコンビが独占するという快挙を成し遂げた。因みにこの年に優勝したコンビが当時今立が組んでいたポゲムタであり、やつい率いるコロコロコミックスは3位であった[16]。やついが入部する以前の落研は部員が8人ほどしかおらず、大学側から部室すら与えて貰えないという状況であった[17]が先述の功績を残して以降は順調に部員を増やしていき、2020年現在は部員100名を超え大学を代表するサークルにまで成長している[18]。
- お互い上記の第3回大会に出場している最中から「プロになりたい」という思いが一致していた事と、共に現在の相方が卒業後は就職してしまうという状況が重なり[19]、別々のコンビで大会には出場する傍ら、同時期に今立がコロコロコミックスに加入する形で正式にコンビを結成する。それ以降は事務所から貰う仕事に関しては全て今立と行う事になった[2]。その後暫くはコロコロコミックスとして活動していたが、漫画雑誌のコロコロコミックが商標登録されている関係もあり、事務所側の命令でコンビ名の変更を余儀なくされたため、「コミック」の部分は残しつつもやついが閃いた単語「エレキ」をくっつけて『エレキコミック』へと改名した[20]。やつい曰くこの「エレキ」という単語には「たくさんの人数に声や音を聞かせるには電気（エレキ）が必要」「（完全にプロの芸人としてやっていく上で）もっともっと大きい音を出さないといけない。そうしなければ沢山の人には聞こえない」などという意味も込められているという[21]。
- 2人が落研に所属していた同時期には、耳なり（2007年にパパロアと改名後、2010年解散）の2人（やついの2学年及び今立の1学年後輩）と、後にナイツのメンバーとなる塙宣之（やついの3学年及び今立の2学年後輩）も在籍していた[22][23]。なお、耳なりは上記の「第3回全国大学対抗お笑い選手権大会」にて今立率いるポゲムタと決勝で戦っており、惜しくも優勝を逃している[24]。
- 同じ事務所の同期だったラーメンズ[3][注 2]とは大学時代からの付き合いであり、お互い学外のライブで共演していく内に仲良くなっていったという（後に片桐とは3人でユニット・エレ片を組んで活動していく事となる）[25]。なお、2組共「もじゃもじゃ頭とすらっとした男前の青年」という共通点がある。また、現在「エレ片のコント太郎」に構成作家として携わっているゴウヒデキとも同時期に学外のライブがきっかけで出会う事となった[26]。
- 年1回程度、「発表会」と称した単独ライブを行っている。「発表会」と名乗っている理由は「友人の発表会みたいな感じで気軽に観に来て欲しい」と『お笑いタイフーン!』のインタビューで語っているが、初期のタイトルには『威風堂々』『真夏の大勝利宣言』『バリバリ君』など、創価学会員にしか意味が通じないものもあった[27]。
- 2ヶ月に1度、新宿ロフトプラスワンにて「僕らの飲み会」というトークライブを行っており、2014年からは大阪でも開催している。

## キングオブコント
- キングオブコントには2008年の第1回より参加。第1回・第2回はいずれも準決勝敗退。
- 2010年、第3回にて決勝進出。意気揚々と臨むも1stラウンドで全8組中最低の得点「727 / 1000点」を記録（暫定7位のTKOは820点）。MCのダウンタウンに対して「俺たちもうダメですね」｢この大会でこんなに緊張しないとは思わなかった｣と自虐的に発言する[注 3]。
- その直後の2本目は冒頭でやついが「あー、もうこれダメかなー!」と叫び爆笑を起こすも、その後はやついの顔芸一本で突き通すネタだったため得点は「720点」、即座に自身の最低得点記録を塗り替えた。結果的に7位のロッチと160点差の最下位となり、その惨敗振りで逆に優勝したキングオブコメディ以上に世間の注目を集めた[注 4]。大会直後の今立による失踪騒ぎなどもあったが、大会終了後の打ち上げで他の決勝出場者などからイジられていたことをラジオ番組で明らかにしており、短期間でショックから立ち直った様子。また、これを機にダウンタウンとの共演が増え、翌年もネタにされるなど結果的には知名度上昇のきっかけとなっている。
- 2011年度は準決勝敗退。審査員として参加した決勝のオープニングでは「（1位と）惜しくも400点差で8位でした」とネタにしている。
- 2012年度も準決勝で敗退している。決勝では銀シャリの1本目のネタが754点という低得点だったことを受け、「経験的にあとは楽しむだけですね」とコメントした。
- 2014年度までは毎回準決勝に進出していたが、2015年度は2回戦敗退。

## 芸風
- ネタはコントのみ。やついの濃いキャラクターと、今立の軽快なツッコミで笑いを生む。
- やついが店員、今立が客という設定が多く（「やっつんレストラン」「やっつんバーガー」「やっつんバーバー」「やっつんガタガタデンタルクリニック」など）、やついのガタガタな歯並び[注 5]や天然パーマがよくネタにされる｡
- 「文化祭」というネタの中でやついの「気づかれないぐらい地味なタレント」という発言への激怒のように、たまに今立の思いがネタ中に思わず飛び出してしまうことがある[注 6]｡
- 下ネタを題材にしたコントも多く、「（2009年の）キングオブコントの準決勝で下ネタをしたのは俺達だけだった」とラジオで語った。

## 受賞歴
- 2000年 第15回NHK新人演芸大賞演芸部門大賞[3]
- 2003年 第1回お笑いホープ大賞決勝進出
- 2008年 キングオブコント 準決勝進出
- 2009年 キングオブコント 準決勝進出
- 2010年 キングオブコント 決勝 8位
- 2011年-2014年 キングオブコント 準決勝進出
- 2015年 キングオブコント2回戦進出
- 2016年 キングオブコント準決勝進出
- 2017年 キングオブコント準々決勝進出

## 出演
※やつい、今立個人の出演及び「エレ片」としての出演はそれぞれの項目を参照。

### テレビ番組
- エレバカ!（BS日テレ）
- いたずら電撃隊（テレビ東京）
- ピィース!（テレビ西日本）
- メンB（日本テレビ）
- ティンティンTOWN! （日本テレビ）
- ぐるぐるナインティナイン（日本テレビ）
- TVおじゃマンボウ（日本テレビ）
- メレンゲの気持ち（日本テレビ）
- ミンナのテレビ（日本テレビ）
- ウタワラ（日本テレビ）
- クリック!（日本テレビ）
- ものまねバトル（日本テレビ）
- YOUたち!（日本テレビ）
- 大笑点（日本テレビ）
- コントカーニバル
- 超仮説Xリーグ（TBSテレビ）
- あざーっす!（TBSテレビ）
- フューチャービーンズ〜みらい豆（TBSテレビ）
- ともだち王（テレビ東京）
- ゴジラTV（テレビ東京）
- とびだせ!トカチン王国（テレビ東京）
- LIVE BANG!（テレビ東京）
- 爆笑オンエアバトル（NHK総合テレビ）戦績14勝5敗 最高513KB
  - 初オンエアは2001年1月7日放送回。初オンエアを獲得したネタは新人演芸大賞を受賞した「やっつんバーガー」のネタだった。同年12月15日放送回で初のトップ通過とオーバー500を記録してからは高得点を連発し、連勝は7連勝まで記録。2003年5月16日放送回では197KBとまさかの最下位となってしまうが、その後は巻き返し、チャンピオン大会に進出した。チャンピオン大会は過去3回出場しているが、いい結果を残せず全てセミファイナルで敗退している。2004年6月5日放送回で457KBでオンエアを獲得したが、この回が最後の挑戦回となってしまい、もう一回出場してオンエアを獲得した場合はゴールドバトラーに認定されていた。
  - 第4回チャンピオン大会 セミファイナル9位敗退
  - 第5回チャンピオン大会 セミファイナル10位敗退
  - 第6回チャンピオン大会 セミファイナル8位敗退
- オンバト+（NHK総合）「オンバト+PREMIUM」に出演
- スタジオパークからこんにちは（NHK総合テレビ）1999年度の毎週水曜日2時台コーナー「おせっかい相談・答えてスタパ!」司会。
- 第54回NHK紅白歌合戦 - はなわ・テツandトモの応援。
- ブレイクもの!（フジテレビ系）
- 新しい波8（フジテレビ）
- 登龍門F（フジテレビ）
- 笑う子犬の生活ALIVE（フジテレビ）
- やしがにのウインク（フジテレビ）
- FNS27時間テレビ（フジテレビ）
- 笑う犬の情熱（フジテレビ）
- 北野タレント名鑑（フジテレビ）
- F2-X（フジテレビ）
- バニラ気分!（フジテレビ）
- メントレG（フジテレビ）
- エンタの神様（日本テレビ）-キャッチコピーは「電撃のハイテンション」
- 新春ピンクカーペット（フジテレビ）-キャッチコピーは「クルクル電気ショック」
- 爆笑レッドカーペット（フジテレビ）-キャッチコピーは「クルクル電気ショック」※不定期出演
- 初詣!爆笑ヒットパレード（フジテレビ）
- 笑いがいちばん（NHK総合テレビ）
- 虎の門（テレビ朝日）
- 内村プロデュースSP（テレビ朝日）
- いきなり!黄金伝説。スペシャル（テレビ朝日）
- ガチンコ視聴率バトル（テレビ朝日）
- バナナマンの日本のような国（テレビ朝日）
- 天下統一CG将軍（BSジャパン、2007年10月27日）
- TV Comedy Club King（CSファミリー劇場）
- お笑いさぁ〜ん（日本テレビ）
- 爆裂★エレキングダム!!（SPACE SHOWER TV）
- シャキーン!（NHKEテレ、ネコッパチの声・やついのみ）（2009年4月〜2022年3月）- ※今立も不定期で出演

### ラジオ番組
現在
- エレ片のケツビ!（TBSラジオ）（2021年4月〜）

過去
- エレキコミックのラジオ君（ABCラジオ）

### WEB番組
- エレキコミックのわらブロジョッキー→エレキコミックと折原みかのガツガツホームラン（GyaOジョッキー - 2009年8月25日まで）
- エレキコミックのしぶしぶ送りバント（ニコジョッキー【ニコニコ動画】 - 2011年7月〜2013年3月）
- クラクラアニメ（YouTube）
- 渋谷は夜の6時（LINE LIVE）やついは火曜日担当、今立は不定期出演
- エレキコミックと愚者の金言（AbemaTV）
- ファミコントークショップ コバヤシ玩具店（2023年7月15日- 2024年5月9日、youtube「Nintendo公式チャンネル」） - 店員（今立）、アルバイト（やつい）

### テレビドラマ
- 日曜の夜ぐらいは…（2023年4月30日 - 7月2日、朝日放送テレビ） - 本人 役[28]

### 映画
- Cross Chord（2006年） - 楽器屋役
- 劇場版カブキングZ（2008年）
- 聖家族〜大和路（2010年5月公開）

### 広告
- 資生堂「uno」
- まかいピクニック

## 作品

### DVD作品
- 「ノーセンス」（TDKコア、2002年12月）
- 「爆笑オンエアバトル エレキコミック」（ポニーキャニオン、2005年1月）
- 「PERFECT CONTE 1/1」（第9回発表会の映像化、2003年）
- 「只」（第10回発表会、2004年）
- 「ノースリーブ」（第11回発表会、2004年）
- 「デタラメ・オン・ザ・ビーチ」（第13回発表会、2005年）
- 「This is コント」（第14回発表会、2007年）発売元は以下すべてポニーキャニオン
- 「Better××（チョメチョメ）」（第15回発表会、2007年）
- 「Garlic」（第16回発表会、2008年）
- 「了解。今むかってる。」（第17回発表会、2009年）
- 「R」（第18回発表会、2010年）
- 「中2のアプリ」（第19回発表会、2010年）
- 「NaNoNi」（第20回発表会、2011年）
- 「有様」（第21回発表会、2013年）
- 「と、或る人が云っていた。」（第22回発表会、2013年）
- 「Right Right Right Right」（第23回発表会、2014年）

### CD作品
- 「ノースリーブ」（ROSE RECORDS、2004年）
- 「エレベスト」（ROSE RECORDS、2005年）ともに曽我部恵一プロデュース

### 書籍
- 「エレキコミックの本」（太田出版、2005年）